# Hosakoti, Mudhol
Hosakoti là một làng thuộc tehsil Mudhol, huyện Bagalkot, bang Karnataka, Ấn Độ.